# Alvslebenplatz

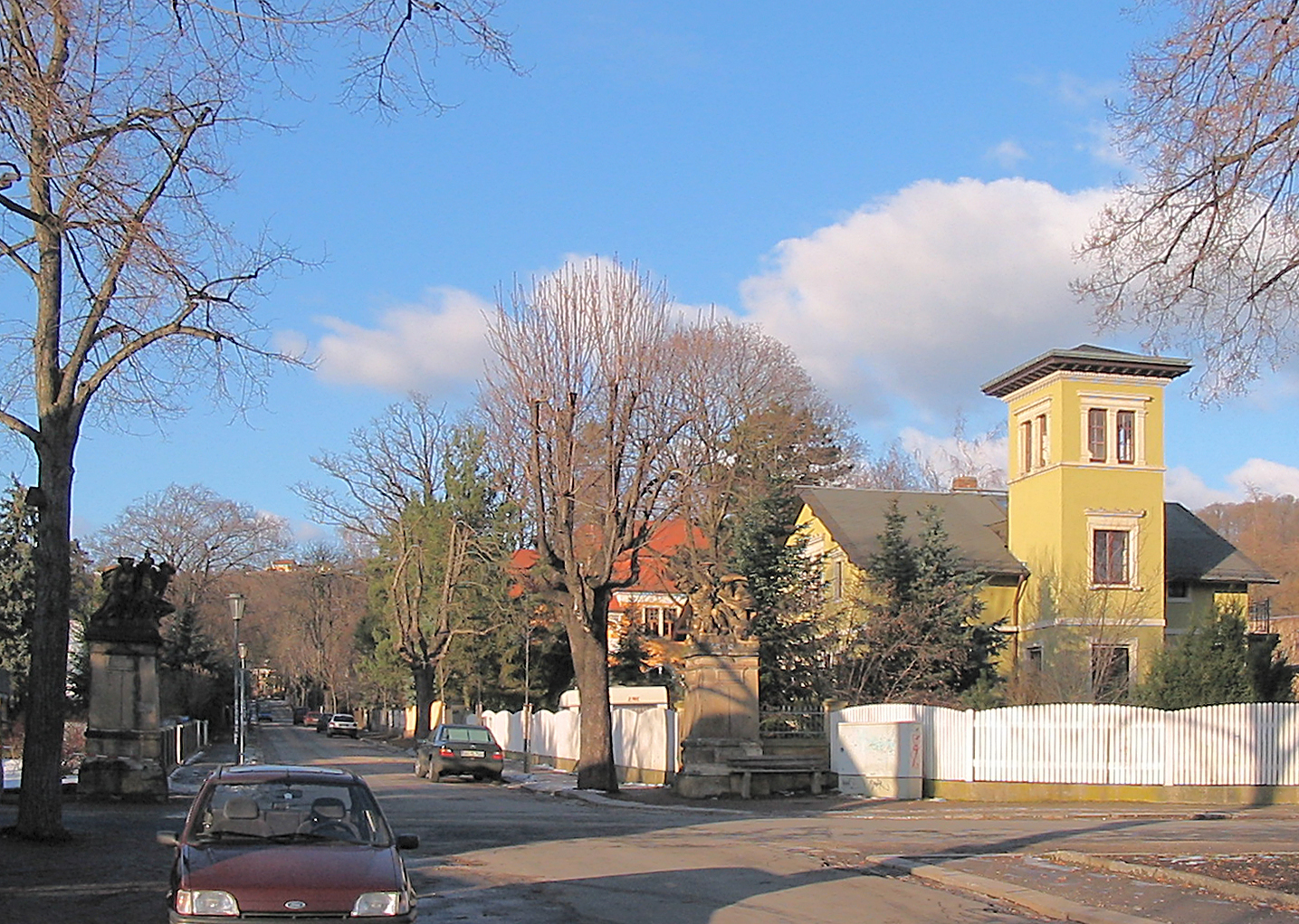
Blick vom westlichen Ende des Alvslebenplatzes nach Norden auf die beiden Figurengruppen von Ernst March am Beginn der ehem. Sophienstraße, rechts der Sophienhof mit seinem den Platz überblickenden Turm

Der Alvslebenplatz ist ein Platz in der sächsischen Stadt Radebeul, am Zusammentreffpunkt der Stadtteile Oberlößnitz im Norden, Alt-Radebeul im Südosten und Serkowitz im Südwesten. Auf die von Westsüdwest nach Ostnordost verlaufende Maxim-Gorki-Straße trifft die von Westen kommende Nizzastraße. Auf die Spitze des Treffpunkts trifft aus etwa südlicher Richtung kommend die ehemalige Grenzstraße (zwischen Radebeul und Serkowitz), heute Teil der Eduard-Bilz-Straße. Etwa 30 Meter weiter westlich geht von der Nizzastraße in etwa nördlicher Richtung die ehemalige Sophienstraße ab, die heute ebenfalls zur Eduard-Bilz-Straße gehört. Deren Verlängerung nach Süden bis zur Maxim-Gorki-Straße vollendet ein Straßendreieck, das heute einen Verkehrsplatz bildet und lediglich eine kleine dreieckige Freifläche mit Raum für einen Baum übriglässt. An der westlichen Stirnseite des Dreiecks stehen drei weitere Bäume als Platzbegrünung. Der Platz ist nach der Opernsängerin Melitta Otto-Alvsleben (1842–1893) benannt.

## Geschichte

Blick vom westlichen Ende des Alvslebenplatzes nach Norden auf die beiden Figurengruppen von Ernst March am Beginn der ehem. Sophienstraße, handkolorierte Ansichtskarte um 1910

Der ortsansässige Baumeister Moritz Ziller war Gründungsvorsitzender des 1880 gegründeten Verschönerungsvereins für die Lößnitz und in der Arbeitsaufteilung der beiden Gebrüder Ziller für das öffentliche Grün zuständig. Ziller und der Verschönerungsverein hatten sich des „zierlichen“ Platzes angenommen und ihn „mit hübschem Strauchwerke und zwei Ruhebänken versehen“. Der Verein sorgte auch für die Benennung Alvslebenplatz. Die 1893 verstorbene Opernsängerin („Friedrichstädter Nachtigall“) verbrachte ihre Sommer in der Oberlößnitz, wo sie eine Wohnung hatte (wohl Eduard-Bilz-Straße 19). Diese Ehrung durch den Verschönerungsverein erfolgte, da sie diesem durch die Teilnahme an zahlreichen Benefizkonzerten zu finanziellen Einnahmen für seine gemeinnützigen Aktivitäten verholfen hatte.
Nach der Erstgestaltung der Grünanlagen hat sich wohl keiner mehr für die Pflege verantwortlich gefühlt. Moritz Ziller war verstorben und der Platz lag genau auf den Gemarkungsgrenzen dreier selbstständiger Gemeinden. Am 30. November 1895 erschien im Radebeuler Wochenblatt ein Leserbrief zum sogenannten Otto Alvsleben-Platz, der den Missbrauch als „wilde Müllkippe“ anprangerte und sein „auch sonst verwahrlostes Aussehen“ beschrieb, das „als geradezu skandalös zu bezeichnen“ sei.
Im Jahr 1966 wurde der Name des Platzes offiziell aus dem damaligen Straßenverzeichnis gestrichen, wird jedoch auch weiterhin benutzt.
Der markanteste Schmuck des zu großen Teilen asphaltierten Platzes sind die beiden auf hohen Postamenten am Eingang der ehemaligen Sophienstraße stehenden Figurengruppen der so genannten Girlandenwindenden Bacchanten. Die Bacchanten wurden von der Baufirma „Gebrüder Ziller“ 1885 von der Charlottenburger Tonwarenfabrik Ernst March bezogen und dienten als Eingangsschmuck in die ab 1877 von den Baumeistern erschlossene Sophienstraße. Die unter Denkmalschutz stehenden Figurengruppen wurden 2008–2010 restauriert und die Postamente instand gesetzt. Die Stadt stellte anschließend am Fuß der östlichen Figuren eine Ruhebank auf.